# Kościerska Huta
Kościerska Huta (dodatkowa nazwa w j. kaszub. Kòscerskô Hëta; niem. Berentshütte, dawniej Stadthütte, Jäkelshütte) – wieś kaszubska w Polsce położona w województwie pomorskim, w powiecie kościerskim, w gminie Kościerzyna, przy drodze krajowej nr 20 Stargard – Szczecinek – Gdynia. Na północ od Kościerskiej Huty znajduje się jezioro Dobrogoszcz. Wieś graniczy z północno-wschodnimi krańcami Kościerzyny.
Do końca 1969 roku w granicach miasta Kościerzyna.
W latach 1975–1998 miejscowość administracyjnie należała do województwa gdańskiego. Siedziba sołectwa o powierzchni 296,88 ha.